# Bataille du gué de Blanquetaque
Guerre de Cent Ans
Batailles
La bataille du gué de Blanquetaque eut lieu le 24 août 1346 en un lieu nommé le gué de Blanquetaque, sur la Somme non loin de son embouchure, entre Noyelles-sur-Mer et Port-le-Grand au nord et Saigneville au sud. Cette bataille se place dans le contexte de la chevauchée d'Édouard III en 1346, qui mènera deux jours plus tard à la bataille de Crécy.

## Contexte historique
Le 10 août 1346, Édouard III se trouve encore à Poissy, où il pille la région. Il se rend cependant compte que l'armée française rassemblée par Philippe VI grossit et peut devenir une menace. Édouard III décide alors de quitter la région parisienne et de rebrousser chemin vers le Ponthieu, une terre qui lui appartient. Il doit donc pour cela traverser la Seine, puis la Somme.
Le 15 août 1346, Édouard III, à la tête de son armée, passe la Seine à Poissy et monte vers le nord. Il est talonné par l'armée française, mais conserve toutefois quelques jours d'avance sur elle.
Son objectif est maintenant de passer la Somme. Or, contrairement aux villes de la région parisienne, les villes picardes sont fortement défendues. Il rejoint la Somme à Amiens, qu'il évite car trop fortement défendue. Il envoie alors de multiples avant-gardes explorer les potentiels points de passage entre Amiens et la mer.

## La découverte du gué de Blanquetaque
Le 23 août 1346 en matinée, Édouard III quitte Airaines pour la région de la baie de Somme et il pose son camp à Oisemont. Les avant-gardes lancées à la recherche d'un passage sur la Somme sont revenues le soir bredouille. Il est talonné par le roi de France, Philippe VI qui rejoint Airaines à une heure de l'après-midi.
Le roi d’Angleterre demande aux prisonniers qu'il avait faits au cours de sa chevauchée dans le Vimeu si l'un d'eux ne pourrait pas lui indiquer un passage sur la Somme et lui servir de guide. Un valet de ferme de Mons-en-Vimeu, nommé Gobin Agache, séduit par l'appât de cent pièces d'or, l'offre de la liberté pour lui-même et vingt de ses compagnons, se propose de lui indiquer un gué praticable.[réf. nécessaire]
Ayant réuni son armée Édouard III part avant minuit d'Oisemont, guidé par Gobin Agache, et arrive vers cinq heures du matin au gué de Blanquetaque, situé entre Port-le-Grand et Noyelles-sur-Mer au nord et Saigneville au sud, non loin de l'embouchure du fleuve.

## La bataille
Arrivées au gué de Blanquetaque, les troupes anglaises se trouvent bloquées par la marée haute qui rend le passage impossible. En plus de cet obstacle, les Anglais trouvent en face d'eux, sur la rive droite de la Somme, une armée de 12 000 hommes qui défend le gué. Elle est commandée par Godemard Dufay, Jean de Picquigny, Jean du Cange et le seigneur de Caumont.
Édouard III donne l'ordre à quelques-uns de ses cavaliers de tenter de traverser le fleuve. Voyant cela, au lieu d'attendre l'ennemi sur la rive opposée, les Français s'élancèrent dans l'eau à leur tour. Une bataille s'engage alors dans le lit du fleuve. Les défenseurs français sont vaincus et l'armée anglaise peut traverser le gué.
Ayant réussi à franchir la Somme, l'armée anglaise pille Noyelles-sur-Mer, Le Crotoy et Rue. Sachant que les troupes françaises le talonnaient et que l'affrontement armé ne peut plus être évité, Édouard III établit alors son camp au nord-est de Crécy-en-Ponthieu. Ce sera la bataille de Crécy.

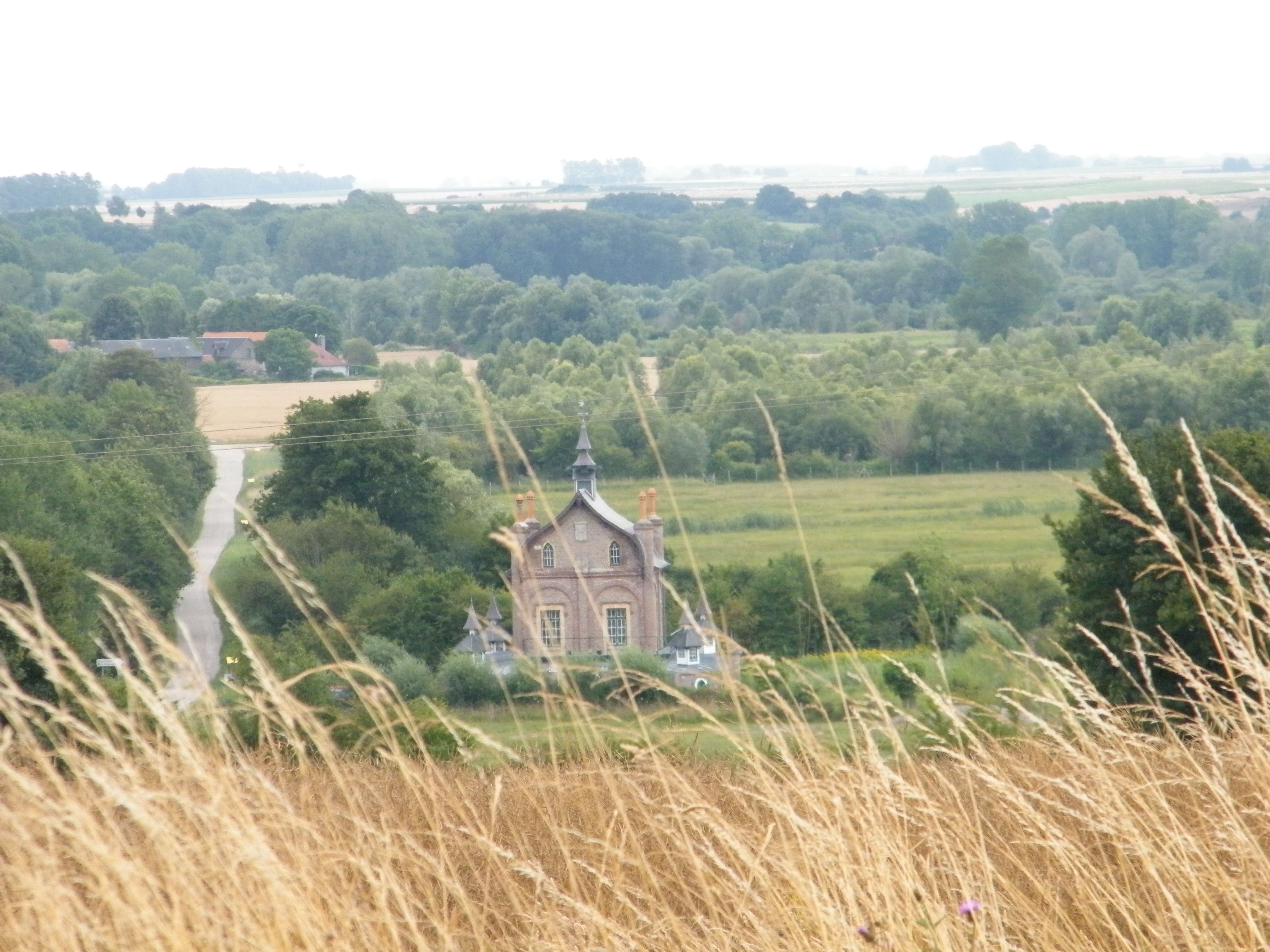
Chalet « de Blanquetaque », à l'emplacement du gué.